# Lobaegis
Lobaegis is een geslacht van insecten uit de orde vliesvleugeligen (Hymenoptera) en de familie Ichneumonidae.

## Soorten
- L. arista (Cresson, 1868)
- L. fuliginosa (Brulle, 1846)
- L. marita (Cresson, 1868)
- L. opiniosa (Cameron, 1885)
- L. septentrionalis Heinrich, 1962
- L. tenebrica (Cresson, 1868)
- L. tuxtla (Cresson, 1868)